# Mine de Severnaïa
La mine de Severnaïa est une mine de charbon ouverte le 31 décembre 1969 à proximité de la ville de Vorkouta. Elle appartient à l’entreprise Vorkoutaougol, qui fait partie depuis 2003 du groupe sidérurgique russe Severstal.

## Accident
En février 2016, deux explosions à trois jours d'intervalle font 36 morts parmi les mineurs et les secouristes. C'est le pire accident minier en Russie depuis 2010.